# Ulldemolins
Ulldemolins es una localidad y municipio español, situado en la provincia de Tarragona, Cataluña. Pertenece a la comarca de Priorato. 

## Historia
En cuevas cercanas se han encontrado restos que permiten suponer la existencia de una comunidad de eremitas durante la época visigótica que podría ser el origen de las comunidades de Escaladei y de Bonrepòs.
En 1151 fue nombrado señor del castillo Arbert de Castellvell y el 31 de enero de 1166, Alfonso el Casto, rey de Aragón y conde de Barcelona, concedió la carta de población. En ese documento aparece con el nombre de Occulum de Molinis. La repoblación no funcionó y en 1175 se otorgó una nueva carta de población en favor de Arnau Domènec, caballero procedente de Ciurana de Tarragona. En 1324 pasó a formar parte del condado de Prades.
El pueblo fue fortificado durante la guerra con el rey Juan II de Castilla, circunstancia que le permitió defenderse de los ataques de bandoleros, frecuentes en el siglo XVI. Las malas cosechas y la Guerra de los Segadores hicieron que el siglo XVII se caracterizara por el declive de la población. 
Durante la guerra civil española, Ulldemolins fue bombardeada en diversas ocasiones. El peor de estos bombardeos ocurrió el día de Navidad de 1938.

## Símbolos
El escudo de Ulldemolins se define con el siguiente blasón:
«Escudo losanjado: de oro, una muela de molino de sinople cargada de un ojo de argén con el iris de sable; el jefe de sable. Por timbre una corona mural de pueblo.»
Fue aprobado el 12 de julio de 1988.

## Cultura

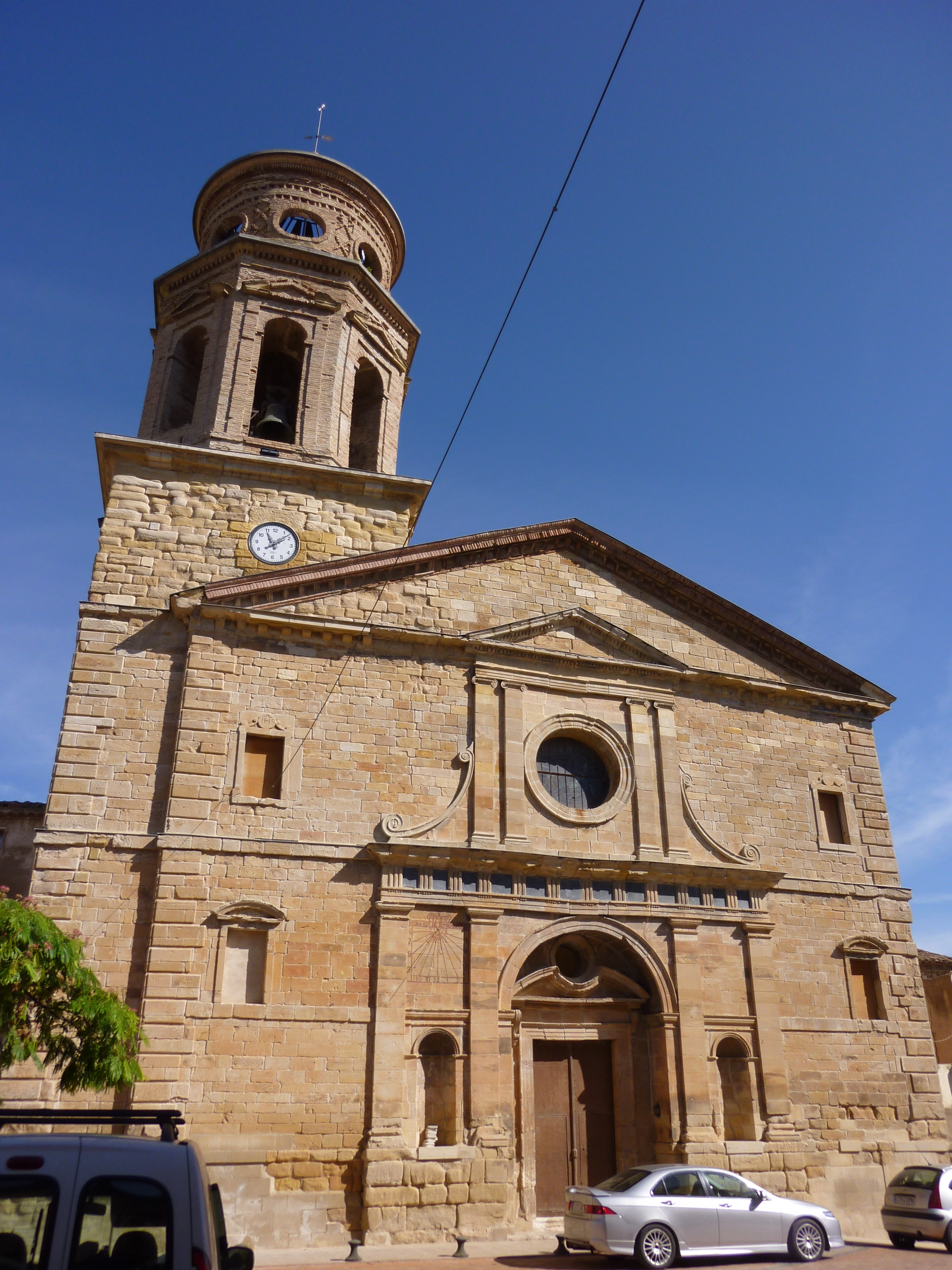
Iglesia de San Jaime

La iglesia parroquial está dedicada a San Jaime, edificada en el mismo lugar en el que se encontraba la primitiva iglesia románica de la que no quedan vestigios. Las obras de construcción se iniciaron en 1594 y finalizaron en 1595. Se trata de un edificio de estilo renacentista de nave única con capillas laterales. El campanario se añadió en 1612 en un estilo mudéjar que contrasta con el resto del templo. En la iglesia se conserva un órgano de 1637.
Dentro del término municipal se encuentra diversas ermitas. La más antigua es la dedicada a San Bartolomé, habitada ya en 1160 por tres ermitaños. Es de estilo románico y estuvo habitada hasta 1851 por eremitas. La ermita de Santa Bárbara, más conocida como de San Antonio de Padua, es de origen medieval. Fue ampliada en 1559 y disponía de una casa para alojar a los ermitaños. La ermita de Santa Magdalena es de 1579 y es de dimensiones considerables. En su cripta se encuentran parte de las pinturas murales que en 1662 realizó Josep Juncosa.
El santuario de la Virgen de Loreto fue construido en el siglo XVI para venerar a la Virgen. La construcción del edificio que puede verse en la actualidad se inició en 1762 en estilo neoclásico. Es de nave única con atrio cerrado y tiene espadaña. La fachada original no tenía ornamentaciones. En 1985 se le añadieron unos esgrafiados decorativos.
Ulldemolins celebra su fiesta mayor el primer domingo después del 8 de septiembre. En el mes de marzo se celebra el "día de la tortilla de espinacas con salsa", plato típico de cuaresma muy popular en la comarca.

### Gastronomía
Orelletes, postre típico.

## Geografía humana

### Demografía
Cuenta con una población de 416 habitantes (INE 2024).
| Gráfica de evolución demográfica de Ulldemolins entre 1842 y 2021                                                     |
| |
| Población de derecho según los censos de población del INE. Población de hecho según los censos de población del INE. |

### Economía
La principal actividad económica es la agricultura, dominando el cultivo de olivo. Hay también almendros, avellanos y viña. Desde 1954 dispone de cooperativa agrícola, encargada de elaborar y comercializar los productos agrarios. El aceite que se produce en Ulldemolins tiene denominación de origen Siurana.

#### Evolución de la deuda viva
El concepto de deuda viva contempla solo las deudas con cajas y bancos relativas a créditos financieros, valores de renta fija y préstamos o créditos transferidos a terceros, excluyéndose, por tanto, la deuda comercial.
| Gráfica de evolución de la deuda viva del ayuntamiento entre 2008 y 2014                             |
| |
| Deuda viva del ayuntamiento en miles de Euros según datos del Ministerio de Hacienda y Ad. Públicas. |

La deuda viva municipal por habitante en 2014 ascendía a 587,26 €.

## Administración y política
| Periodo   | Nombre                         | Partido |
| --------- | ------------------------------ | ------- |
| 2007-2011 | Misericòrdia Montlleó Domènech | CIU     |
| 2015-2019 | Sergi Méndez Romero            | ERC     |